# Brzozówka (gmina Ławaryszki)
Brzozówka (lit. Beržytė) – opuszczona wieś na Litwie, w rejonie wileńskim, 2 km na południe od Ławaryszek. 

## Historia
W dwudziestoleciu międzywojennym leżała w Polsce, w województwie wileńskim, w powiecie wileńsko-trockim, do 1 kwietnia 1927 w gminie Bystrzyca, następnie w gminie Mickuny.
Po II wojnie światowej w granicach Związku Sowieckiego. Od 1991 na niepodległej Litwie.